# Князева, Анастасия Павловна
Анастаси́я Па́вловна Кня́зева (род. 1 июля 2011, Москва) — Российская телеведущая телеканала СТС Kids и модель, обладательница «ТЭФИ-Kids» 2020 в качестве лучшей телеведущей детской передачи.
В 2017 году названа британской газетой «Daily Mail» самой красивой девочкой в мире. Статьи о девочке и развернувшейся бурной дискуссии по поводу её титула поместили британская газета «The Sun», журнал «Kids Russia Magazine», «Московский комсомолец», австралийская «The Queensland Times», американская «International Business Times», британский журнал «Hello!», французский «Elle» и другие издания.

## Биография и карьера
Анастасия Князева снялась впервые для рекламы одежды в возрасте 2,5 года, а получила известность в возрасте четырёх лет в июле 2015 года, когда начала принимать участие в фотоссесиях и видеосъёмках детских рекламных кампаний. Активную роль в продвижении дочери сыграла мать девочки Анна Князева (в некоторых изданиях ошибочно указывают, что она сама ранее работала моделью), которая ведёт в Интернете аккаунты дочери. Анна Князева регулярно публикует в сети фотографии фотосессий, а также снимки дочери, сделанные за кулисами. В октябре 2016 года Анастасия стала лицом коллекции Little Miss Aoki — бренда австралийского модного дома Mischka Aoki. В активе девочки также съёмки в заставках каналов «Россия» и «Домашний».
В декабре 2017 года британская газета The Daily Mail назвала шестилетнюю Анастасию Князеву самой красивой девочкой в мире. В своё время подобный титул принадлежал французской модели Тилан Блондо и россиянке Кристине Пименовой. Британская газета The Sun писала: «Стильная шестилетняя девочка уже готова стать новой Тилан Блондо». Газеты отмечают необычные голубые глаза и кукольную внешность ребёнка. Награда стала полной неожиданностью для семьи девочки. «Мне начали звонить из Мюнхена, Берлина, из Австрии и просить интервью. Мы были и не в курсе статьи в Daily Mail. Никаких заявок на конкурсы не подавали. Но, конечно, приятно. Дочери пока ничего не сказала, может, сообщу попозже… Да и не поймет она — Насте всё равно на внимание со стороны», — заявила мать в интервью.
Анастасия Князева сотрудничала с агентством President Kids, посещая там две программы обучения — курсы искусства модели и актёрского мастерства в Детских актёрских классах кино (ДАККИ, они организованы совместно с кастинг-агентством First Choice). Интересы девочки в 2017 году изъявляло желание представлять агентство IMG Models. Несмотря на юный возраст, Анастасия Князева работала с брендами детской одежды: Chobi Kids, Kenguru, I am special, Keti One, Amoreco, Kisabiano, а также с южнокорейской автомобильной компанией Kia Motors и компанией «Сады Придонья».
В сентябре 2018 года Анастасия Князева заняла пятое место среди пятидесяти самых красивых детей мира по версии французского журнала L’Officiel. Рейтинг журнала был основан на оценке внешности юных моделей, на количестве обложек изданий, на которых они были представлены, на количестве подписчиков в Инстаграме и количестве публикаций в прессе, а также запросах в поисковых системах и количестве рекламных контрактов, заключённых с их родителями.
В марте 2019 года юная модель и телеведущая стала амбассадором сети магазинов одежды и обуви мировых брендов для детей и подростков Street Beat Kids.
В августе 2018 года Первый канал российского телевидения представил в проекте «Видели видео?» интервью с Анастасией Князевой, которая в прямом эфире ответила на вопросы ведущего и рассказала о себе. В сентябре 2018 года телеканал «Карусель» посвятил девочке рубрику «Гостиная» в детской передаче «С добрым утром, малыши!», где Настя отвечала на вопросы Хрюши и учила ведущего Антона Зорькина навыкам модели. С октября 2018 года телеканал СТС Kids начал съёмки Анастасии в качестве ведущей детской музыкальной передачи «Тыц-парад». Девочка дебютировала в художественном кино. В июле 2018 года Анастасия Князева вместе с народной артисткой СССР Людмилой Чурсиной снялась в фильме режиссёра Елены Нодель «Отражение», в марте 2019 года она снялась у того же режиссёра в короткометражном фильме «Почти нестрашная сказка» в роли Иды..
Анастасия Князева дважды получала приглашение участвовать в съёмках музыкальных клипов. В октябре 2018 года она снялась в музыкальном клипе Максима Фадеева «Новая колыбельная», а уже в ноябре того же года — в музыкальном клипе Романа Архипова «Солнце».
В мае 2019 года в качестве ведущей детской музыкальной программы «Тыц-парад» телеканала СТС Kids наряду с телеведущими Ольгой Шелест (передача «Лучшие друзья») и Анной Михалковой (передача «Спокойной ночи, малыши») была номинирована на российскую национальную телевизионную премию «ТЭФИ-KIDS» за лучшие телепрограммы для детей фонда «Академия российского телевидения» в номинации «Ведущий телевизионной программы для детей».
28 ноября 2019 года получила специальный приз оргкомитета национальной премии в области спутникового, кабельного и интернет телевидения «Золотой луч» в номинации «Лучший ведущий».
С декабря 2019 года телеканал СТС Kids, продолжая снимать Князеву в третьем сезоне детской музыкальной передачи «Тыц-парад», привлёк её в качестве ведущей в своё новое детское кулинарное шоу — «Кухня Kids».
В октябре 2020 года в качестве ведущей детской музыкальной программы «Тыц-парад» телеканала «СТС Kids» получила российскую национальную телевизионную премию «ТЭФИ-KIDS» в номинации «Ведущий телевизионной программы для детей».
С января 2021 года на телеканале «СТС Kids» Князева начала сниматься в качестве ведущей в новой детской научно-познавательной программе «ЛАБ-ШОУ».
30 апреля 2021 г. состоялась премьера первого сезона именного ток-шоу на телеканале «СТС Kids» с участием Князевой — «Шоу Насти и Вовы».
Не прерывая съёмок в именном ток-шоу, Князева приступила к съёмкам первого сезона нового цикла тематических программ телеканала «СТС Kids» о различных профессиях «Профипорт». Премьера первого выпуска цикла состоялась 4 июля 2021 года.
14 марта 2023 г. телепрограмма «Шоу Насти и Вовы» победила в номинации «Детская телепрограмма» национальной премии в области многоканального цифрового телевидения «Большая цифра».

## Личная жизнь
Мать Анна Евгеньевна Князева — экономист; работа отца Павла Николаевича Князева связана с автомобилями. 1 сентября 2018 года российские СМИ сообщили, что Анастасия Князева пошла в первый класс общеобразовательной школы. Сайт журнала Cosmopolitan указывал, что на 3 сентября на страницу юной модели в Instagram, которую ведет её мать, были подписаны 1,3 миллиона человек. Князева посещает танцевальную школу и отделение эстрадного вокала в музыкальной школе, а также изучает с репетитором английский язык. О себе она говорила, что собирается стать кондитером (по другим данным — ветеринаром), но после длительного участия в съёмках на телевидении склоняется к профессии телеведущей. Брат Артём старше Анастасии Князевой на 6,5 лет, учился в той же школе, что и сестра, занимался в секции тайского бокса. Среди других его увлечений — шахматы (2-й юношеский разряд). Был чемпионом Наро-Фоминского района по шахматам. Иногда снимается вместе с сестрой.

## Критика фотообраза
В конце 2017 года семья столкнулась с резкими заявлениями читателей страницы девочки в Сети. Они критиковали мать Анастасии за создание «культа» дочери, на котором она зарабатывает деньги, а также за чрезмерное для столь маленького ребёнка использование косметики. Другие пользователи обвиняли её в выставлении напоказ личной жизни ребёнка и предупреждали о возможных трагических последствиях этого. «Если на данный момент это хороший источник дохода для семьи, то в будущем для девушки это превратится в большую проблему», — приводила газета The Daily Mail комментарий одного из пользователей. Критика была настолько острой, что газета The Daily Mail была вынуждена даже обратиться за комментариями к матери Анастасии в публичной форме, опубликовав обращение в форме статьи. Критикам мать девочки публично ответила в инстаграме: «А диванным комментаторам передаю привет. Успокойтесь уже! Не крашу я ребенка, потому что природа сама ее накрасила. И не зарабатываю я на ней деньги, потому что работаю сама, как лошадь. И дети у меня умные и воспитанные потому, что я занимаюсь ими, а не трачу время впустую. Что посеешь, то и пожнешь. И вам бы посоветовала заняться своими детьми, а не тратить время на написание всякой чуши... Нельзя судить по фото в инстаграм о жизни людей...».
Беспокойство автора статьи в The Queensland Times вызвало настойчивое желание одного из великовозрастных поклонников девочки пригласить её на свидание.
Фотограф Лэнс Беркитт выразил обеспокоенность в связи с тем, что фотографии Анастасии, по его мнению, были отретушированы и обработаны в фотошопе, он считает, что это будет оказывать негативный эффект на других детей. Он заявил: «Могут ли такие фотографии быть ретушированными? Какой сигнал это посылает детям? Самая красивая девочка в мире должна быть до́ смерти отретуширована…».